# Aforismi e magie
Aforismi e magie è una raccolta di poesie e di aforismi della scrittrice italiana Alda Merini.
Nel volumetto pubblicato nel 1999 da Rizzoli illustrato con disegni a pastello da Alberto Casiraghi, viene raccolto per la prima volta il meglio della produzione aforistica di Alda Merini, che già in precedenza aveva pubblicato il genere nelle piccole edizioni fuori commercio e in poche tirature.
L'opera è dedicata «alla cara memoria di Vanni Scheiwiller» ed è introdotta da una "Nota" dell'autrice, da una "Giustificazione dell'editore", da una "Bibliografia minima" e da un "Grazie del poeta" nel quale la scrittrice ringrazia Benedetta Centovalli che ha curato l'edizione e dove afferma di ritenere Alberto Casiraghi «uno dei più originali pastellisti del Novecento».
Alla fine del volume vengono riportate le "Notizie bibliografiche" di Alda Merini e di Alberto Casiraghi.

## Edizioni
- Alda, Aforismi e magie, Milano, Rizzoli, 1999.